# عز الدين بسبس
عز الدين بسبس (مواليد 30 يناير 1967، بريكة) هو رافع أثقال جزائري. تنافس في الألعاب الأولمبية الصيفية 1988، والألعاب الأولمبية الصيفية 1992، والألعاب الأولمبية الصيفية 1996.

## المسيرة
فاز بالميدالية الذهبية في بطولة إفريقيا لرفع الأثقال 1988 في القاهرة. حصل على المركز العاشر في الألعاب الأولمبية الصيفية 1988 في سول في فئة أقل من 56 كجم. فاز بثلاث ميداليات ذهبية في فئة أقل من 60 كجم في بطولة إفريقيا لرفع الأثقال 1989 في بوفاريك، وكذلك في الألعاب الإفريقية 1991 في القاهرة.
فاز بالميدالية الذهبية في بطولة إفريقيا لرفع الأثقال 1993 بالقاهرة. فاز بالميدالية البرونزية في فئة أقل من 60 كجم في ألعاب البحر الأبيض المتوسط 1993 في لنكدوك روسيون. كما فاز بميدالية ذهبية وميداليتين فضيتين في الألعاب الإفريقية 1995.